# 물금고등학교
물금고등학교(勿禁高等學校)는 대한민국 경상남도 양산시 물금읍 범어리에 있는 공립 고등학교이다.

## 학교 연혁
- 2006년 1월 27일 : 양산물금고등학교 설립 인가
- 2006년 3월 1일 : 초대 배병윤 교장 취임
- 2006년 3월 4일 : 개교 및 입학식 10학급 326명
- 2007년 3월 1일 : ‘물금고등학교’ 로 교명 변경[2]
- 2009년 2월 11일 : 제1회 졸업식 304명
- 2009년 3월 1일 : 연구학교 지정(특수교육 대상자 학생 평가방안(2009.03.01.∼2011.02.28.))
- 2013년 3월 2일 : 교육부 요청 도지정 연구학교 운영(다문화 이해)
- 2015년 3월 2일 : 국토교육 연구학교 운영(국토교통부 지정)
- 2015년 9월 21일 : 야구부 창단
- 2016년 3월 2일 : 과학중점학교 운영
- 2022년 3월 1일 : 자율학교 재지정
- 2023년 2월 9일 : 제15회 졸업식 10학급(졸업생 수 329명, 총 5,239명)
- 2023년 3월 1일 : 제9대 이종인 교장 취임
- 2023년 3월 2일 : 제18회 10학급 338명 입학

## 참고 자료
- 물금고등학교 - 한국교육학술정보원 학교알리미